# Зеленський Андрій Георгійович
Андрі́й Гео́ргійович Зеле́нський (9 червня 1979 — 21 жовтня 2022) 
 — солдат Збройних Сил України, учасник російсько-української війни, який загинув під час російського вторгнення в Україну, кавалер ордена «За мужність» III ступеня (2023, посмертно).

## Життєпис
Андрій Зеленський народився 9 червня 1979 року в с. Іванівка, Запорізької області, Українська РСР, СРСР
Шкільну освіту здобув у м. Енергодар в СШ №2 та СШ №5. У 15-річному віці почав працювати на заводі будівельних конструкцій, одночасно навчався у вечірній школі.
В 1997 році чоловік вступив до лав Військово-морських сил ЗСУ, проходив військову службу на катері "Енергодар" на посаді помічника водолаза. Після завершення служби повернувся до рідного міста та продовжив працювати слюсарем на домобудівному комбінаті.
Під час російського вторгнення в Україну у 2022 році добровольцем став на захист України. Боровся проти держави-терориста у складі 125-ї окремої бригади територіальної оборони ЗСУ на посаді старший стрілець стрілецького відділення стрілецького взводу.
Під час виконання бойового завдання 21 жовтня 2022 року,  поблизу с. Торське, Донецької області, потрапив під мінометний обстріл ворога, внаслідок якого отримав травми несумісні з життям. 
У Андрія Зеленського залишились батьки, троє братів та син.
Поховали захисника на Полі почесних поховань Личаківського кладовища у Львові.

## Нагороди
В лютому 2023 року відповідно до указу президента України №35/2023  Зеленському Андрію за особисту мужність і самовідданість, виявлені у захисті державного суверенітету та територіальної цілісності України, вірність військовій присязі було посмертно відзначено державною нагородою: орденом «За мужність» III ступеня.
В травні 2024 відповідно до указу Міністра оборони України №786 від 21 травня 2024 року відзначено медаллю "Захиснику України".